# Гребенюк Павло Миколайович
Павло Миколайович Гребеню́к (нар. 3 червня 1972, Сімферополь) — український російськомовний письменник, журналіст; член Національної спілки письменників України з 2003 року.

## Життєпис
Народився 3 червня 1972 року в місті Сімферополі (нині Автономна Республіка Крим, Україна). 1994 року закінчив Сімферопольський державний університет.
Після здобуття вищої освіти працював у редакціях кримських газет, зокрема у 1998—2001 роках — «Эхо-дайджест»; з 2002 року — «Крымская неделя».

## Творчість
Пише вірші, оповідання, пісні. Автор поетичної збірки «Можжевеловый посох» (1999), багатьох публікацій в колективних збірниках, часописах та періодиці, зокрема «Брега Тавриды», «Крымская правда», «Литературный Крым», «Радуга», «Черное море».
Учасник тріо «Провінція» у складі якого у 2009 році став лауреатом Фстивалю імені Грушина (на Мастрюківських озерах) та Всеукраїнського фестивалю «Рідкісний птах».